# Euphorbia confinalis
Euphorbia confinalis R.A.Dyer es una especie fanerógama perteneciente a la familia Euphorbiaceae. Es endémica de Sudáfrica, Zimbabue y Mozambique.  

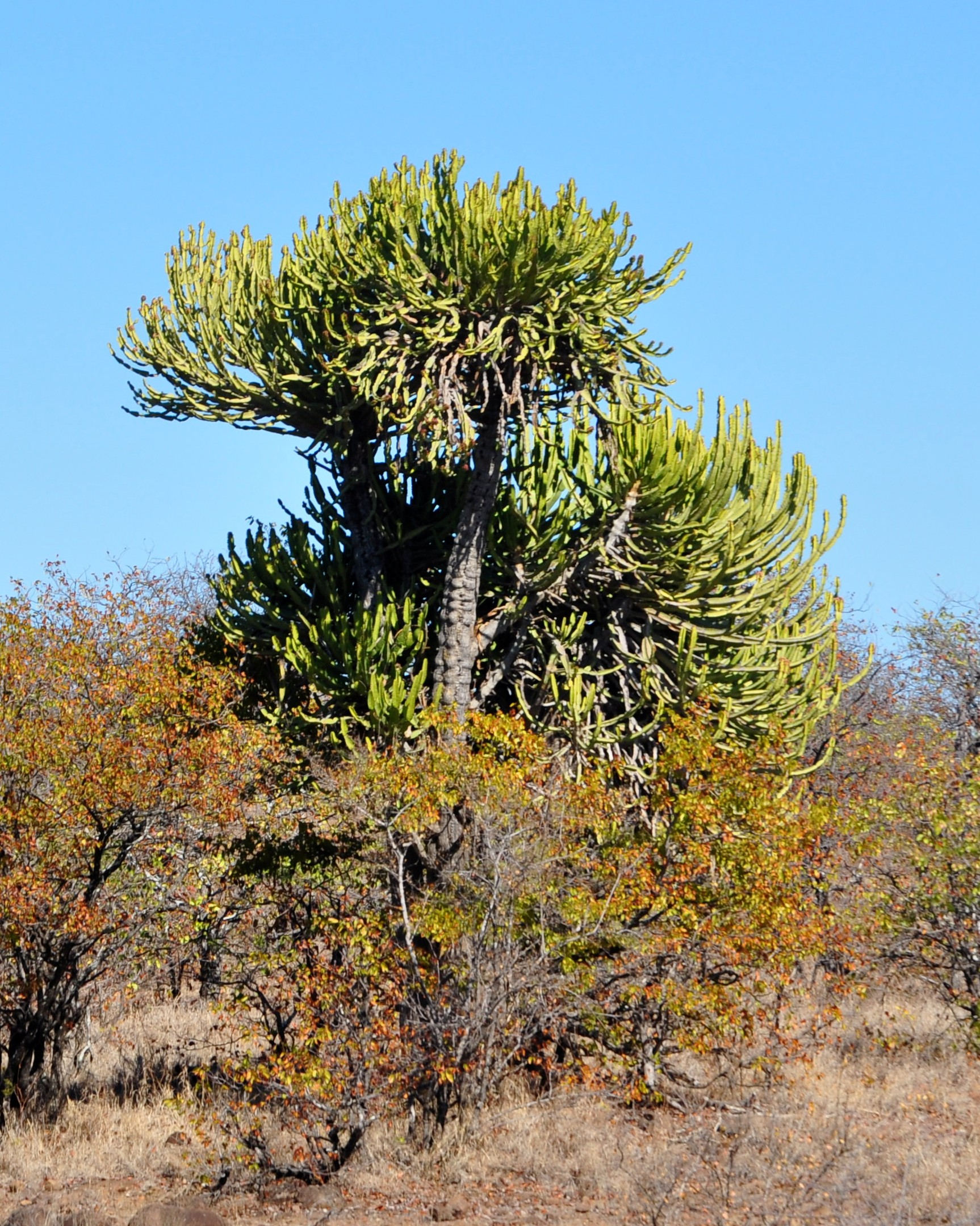
Vista de la planta

## Descripción
Es una planta suculenta con un solo tallo en forma de árbol con una corona de ramas curvas, ascendentes. Tallo y  ramas 3-4 ángulares, constreñidas en los nodos, con segmentos de lados paralelos. Columna fuerte y visible.

## Hábitat
Se encuentra en las colinas rocosas en los bosques de hoja caduca a una altitud de hasta 500 metros.

## Taxonomía
Euphorbia confinalis fue descrita por Robert Allen Dyer y publicado en Bothalia 6: 222. 1951.
Etimología
Euphorbia: nombre genérico que deriva del médico griego del rey Juba II de Mauritania (52 a 50 a. C. - 23), Euphorbus, en su honor – o en alusión a su gran vientre –  ya que usaba médicamente Euphorbia resinifera. En 1753 Carlos Linneo asignó el nombre a todo el género.
confinalis: epíteto latino que significa 
Subespecies
- Euphorbia confinalis subsp. confinalis
- Euphorbia confinalis subsp. rhodesica L.C.Leach[5]